# Hybomitra frontalis
Hybomitra frontalis är en tvåvingeart som först beskrevs av Walker 1848.  Hybomitra frontalis ingår i släktet Hybomitra och familjen bromsar. Inga underarter finns listade i Catalogue of Life.